# Nižná Pisaná
Nižná Pisaná és un poble i municipi d'Eslovàquia. Es troba a la regió de Prešov, al nord del país.

## Història
La primera referència escrita de la vila data del 1600.

## Demografia
| Godina             | 1994 | 2004    | 2014 | 2024    |
| ------------------ | ---- | ------- | ---- | ------- |
| Nombre de persones | 88   | 100     | 86   | 75      |
| Diferència         |      | +13,63% | −14% | −12,79% |

| Godina             | 2023 | 2024   |
| ------------------ | ---- | ------ |
| Nombre de persones | 78   | 75     |
| Diferència         |      | −3,84% |